# Pastoralteologi
Pastoralteologi kallas sammanfattande den teologiska motiveringen till den kristna kyrkans församlingsvård ur dess olika aspekter. Det är också ett akademiskt ämne vid teologisk fakultet, som dock saknas som sådant numera i Sverige. De pastoralteologiska ämnena omfattar bland annat homiletik, liturgik, kateketik och själavård. Vid svenska universitet hör de hemma inom praktisk teologi eller kyrkovetenskap och ur vissa historiska aspekter inom pastoralhistoria, som ett forskningsfält inom kyrkohistoria.